# Georg Ebeling (Romanist)
Georg Gustav Otto Ebeling  (* 19. August 1867 in Berlin; † 22. Februar 1950 in Hohenwestedt) war ein deutscher Romanist und Mediävist.

## Leben
Ebeling wurde 1891 in Berlin promoviert mit der kritischen Herausgabe von Auberee. Altfranzösisches Fablel (Halle an der Saale, Niemeyer, 1895) und habilitierte sich 1903. Von 1903 bis 1913 war er Dozent zur Ausbildung von Seminarlehrern in Berlin, dann von 1913 bis 1935 ordentlicher Professor für Romanische Philologie an der Christian-Albrechts-Universität zu Kiel (von 1919 bis 1920 auch Dekan).

## Werke
- Probleme der romanischen Syntax. Erster Teil, Halle an der Saale, Max Niemeyer, 1905.